# أبو الحسن الهروي
أبو الحسن الهروي (542- 611 هـ / 1147- 1215 م) هو رحالة عربي ومؤرخ. أصله من هراة، ومولده بالموصل.

## نسبه وحياته
هو علي بن أبي بكر بن علي الهروي، أبو الحسن. ولد بالموصل وطاف الكثير من البلدان، وتوفى بحلب. قال عنه ابن خلكان في الوفيات «إنه لم يترك براً ولا بحراً ولا سهلاً ولا جبلاً من الأماكن التي يمكن قصدها ورؤيتها إلا رآه، ولم يصل إلى موضع إلا كتب خطه في حائطه، ولقد شاهدت ذلك في البلاد التي رأيتها مع كثرتها، ولما سار ذكره بذلك واشتهر به ضرب به المثل فيه».

## آثاره
من كتبه: «الإشارات إلى معرفة الزيارات» و«الخطب الهروية» ، و«التذكرة الهروية في الحيل الحربية» وكتاب «رحلته» تمت كتابته سنة 602 هـ. وله أشعار بالعربية.